# Museu do Automóvel e da Tecnologia de Sinsheim
O Museu do Automóvel e da Tecnologia de Sinsheim (em alemão:  Auto- und Technik Museum Sinsheim) é um museu em Sinsheim, Alemanha.
O museu foi aberto ao público em 1981. Possui atualmente mais de 3 mil objetos em exposição, em uma área de mais de 50.000 m² (galpões/hangares e ao ar livre, com mais de 30.000 m² de galpões). Recebe mais de 1 milhão de visitantes por ano, e é aberto todos os dias do ano. Funciona em parceria com o Museu da Tecnologia de Speyer, a 30 minutos de automóvel.

## Aviões que podem ser visitados
É permitido entrar em alguns dos maiores aviões:
- Concorde
- Tupolev Tu-144
- Junkers Ju 52
- Douglas DC-3